# Poggiofiorito
Poggiofiorito község (comune) Olaszország Abruzzo régiójában, Chieti megyében.

## Fekvése
A megye északnyugati részén fekszik. Határai: Arielli, Crecchio, Frisa, Lanciano és Orsogna.

## Története
Első írásos említése a 15. századból származik. A következő századokban nemesi birtok volt. Önállóságát a 19. század elején nyerte el, amikor a Nápolyi Királyságban felszámolták a feudalizmust.

## Népessége
A népesség számának alakulása:

## Főbb látnivalói
- San Matteo Apostolo-templom